# Rydzów
Rydzów – wieś w Polsce położona w województwie podkarpackim, w powiecie mieleckim, w gminie Mielec.
| SIMC    | Nazwa        | Rodzaj    |
| ------- | ------------ | --------- |
| 0655793 | Nowy Rydzów  | część wsi |
| 0655801 | Stary Rydzów | część wsi |

W latach 1975–1998 miejscowość administracyjnie należała do województwa rzeszowskiego.